# Eugen Rupf
Eugen Rupf (né le 16 juin 1914 et mort le 29 août 2000) était un footballeur  international suisse, qui jouait au poste de milieu de terrain.

## Biographie
Pendant sa carrière de club, Rupf évolue dans le club du championnat suisse du Grasshopper-Club Zurich, lorsque l'entraîneur autrichien Karl Rappan le convoque pour participer à la coupe du monde 1938 en France, où la sélection parvient jusqu'en quart-de-finale.